# Abernethy n.º 186
Abernethy n.º 186 es un municipio rural canadiense situado en la provincia de Saskatchewan.

## Superficie
Abernethy n.º 186 tiene una superficie de 763,11 km².

## Demografía
En 2021, tenía 337 habitantes, una densidad poblacional de 0,4 hab./km², y 165 viviendas.